# Raión de Verjovazhye
El raión de Verjovazhye (ruso: Верхова́жский райо́н) es un distrito administrativo (raión) ruso perteneciente a la óblast de Vólogda. Se ubica en el norte de la óblast. Su capital es Verjovazhye.
En 2023, el raión tenía una población de 12 561 habitantes. Su territorio, que es completamente rural, limita al norte con la óblast de Arcángel.

## Subdivisiones
Comprende 221 localidades rurales, aunque solamente tres de ellas superan los quinientos habitantes y casi la mitad de la población del raión vive en la capital distrital. Debido a esta dispersión rural, desde 2022 el autogobierno local del raión toma la forma jurídica de ókrug municipal, de forma que un solo ayuntamiento con sede en Verjovazhye ejerce su jurisdicción sobre todo el raión.
Antes de 2022, el raión se dividía en nueve asentamientos rurales: Verjovazhye, "Verjovskoye" (con sede en Smetánino), "Kolengskoye" (con sede en Noguinskaya), "Lipetskoye" (con sede en Leushinskaya), Morózovo, "Nizhne-Vazhskoye" (con sede en Naumija), "Nizhnekuloiskoye" (con sede en Urusovskaya), Chushevitsy y Shelota.